# 南維羅海灘 (佛羅里達州)
南維羅海灘（英語：South Vero Beach）是位於美國佛羅里達州印第安河縣的一個人口普查指定地區。

## 地理
南維羅海灘的座標為27°37′17″N 80°24′42″W / 27.62139°N 80.41167°W，而該地最高點為海拔高度4米（即13英尺）。

## 人口
根據2010年美國人口普查的數據，南維羅海灘的面積為28.30平方千米，當中陸地面積為26.80平方千米，而水域面積為1.50平方千米。當地共有人口23092人，而人口密度為每平方千米815人。